# Wien Floridsdorf
Wien Floridsdorf (niem: Bahnhof Wien Floridsdorf) – stacja kolejowa w Wiedniu, w dzielnicy Floridsdorf, w Austrii. Stacja kolejowa obsługuje pociągi regionalne i S-Bahn. Znajduje się tu również stacja metra. Jest to stacja końcowa zarówno głównej linii S-Bahn w Wiedniu, jak również północnego odgałęzienia linii metra U6. Wraz z wieloma sklepami, instytucjami publicznymi, takimi jak Urząd Gminy Miejskiej i węzłem autobusowym stanowią centrum dzielnicy Floridsdorf.